# Fluxbuntu
Fluxbuntu — неофіційний варіант дистрибутиву Ubuntu, що як стільничне середовище використовує Fluxbox. Fluxbox призначений для малопотужних комп'ютерів, або для тих, хто бажає отримати більшу швидкодію на досить потужних системах.

## Ресурси тенет
- Офіційний майданчик тенет